# Tramwaje w Panamie
Tramwaje w Panamie − zlikwidowany system komunikacji tramwajowej w stolicy Panamy, Panamie działający w latach 1893–1941.

## Historia
16 maja 1889 wydano zgodę boliwijskiej spółce na budowę sieci tramwajowej w Panamie. Jednak z powodów problemów finansowych zgodę na budowę otrzymała 22 października 1892 angielska spółka United Electric Tramways Co. Zamówiono 6 wagonów tramwajowych: cztery otwarte i dwa zamknięte. 
Pierwszą linię tramwaju elektrycznego wzdłuż Av. Central otwarto 1 października 1893. Z powodu kryzysu gospodarczego zlikwidowano tramwaje około 1900. 29 października 1906 wydano zgodę na budowę nowej sieci tramwajowej. Z powodu różnych kłopotów zgodę na budowę tramwajów wydano spółce United Fruit Co., która zarejestrowała 9 listopada 1911 spółkę Panama Tramways Co. w New Jersey. 
Budowę nowej linii tramwajowej rozpoczęto w 1912. Spółka zakupiła 14 dwuosiowych zamkniętych tramwajów w Federal Storage Battery Co. w Silver Lake, kolejnych 7 tramwajów zamówiono w JG Brill w Filadelfii. Tramwaje były ponumerowane od nru 10 do 31. System otwarto 1 sierpnia 1913. 
W 1914 Panama Tramways Co. zmieniła nazwę na Panama Electric Co. i została przejęta przez Electric Bond & Share w 1917. W 1924 w mieście były 22 wagony motorowe, pasażerskie, 2 wagony doczepne, towarowe i 2 wagony towarowe, silnikowe, które kursowały po trasach o długości 17 km i szerokości toru 1066 mm. W 1940 w mieście było 20 tramwajów, które kursowały po trasach o długości 18 km. 
Tramwaje w Panamie zlikwidowano 31 maja 1941. 
Od 2000 w mieście planowana była budowa szybkiego tramwaju.
W roku 2010 zdecydowano o częściowym połączeniu nowo budowanej linii tramwajowej z metrem.